# Instituto Caramelo
O Instituto Caramelo (anteriormente conhecido como Instituto Luísa Mell  entre 2015 e 2023) é uma ONG brasileira sem fins lucrativos de proteção animal e meio ambiente, que atua principalmente no resgate de animais feridos ou em situação de risco, recuperação e adoção.

## O trabalho
Todo o trabalho no Instituto Caramelo é voluntário. De acordo com seu Estatuto, nenhum associado do Instituto pode receber salário ou qualquer tipo de remuneração pelo trabalho realizado, exceto médicos(as) veterinários(as). O dinheiro é conquistado por doação, destinado aos animais e auditado por um contador independente. Além disso, todas as despesas e contas são públicas e podem ser consultadas.[carece de fontes?]

## Reconhecimento e grandes resgates
Em agosto de 2017, a revista Época e o Instituto Doar citaram o ILM em: As 100 melhores ONGs do Brasil – Edição 2017.
Em 29 de setembro de 2017, resgatou 135 cães vítimas de maus-tratos em um canil em Osasco, na Grande São Paulo.
Em 7 de janeiro de 2018, resgatou 15 cães de raça em canil clandestino de São Paulo.
Em 28 de março de 2018, resgatou diversos animais em canil clandestino de São Paulo, entre eles araras, papagaios e mais de 100 cães de diferentes raças.
Em 17 de maio de 2018, foi homenageado com o Colar de Honra ao Mérito Legislativo, no plenário Juscelino Kubitschek.
Em fevereiro de 2019, realizou o maior resgate de cães da história do Brasil e possivelmente do mundo até o momento. No Canil Céu Azul em Piedade, São Paulo, foram confiscados pela Polícia Militar Ambiental 1707 cães com pedigree em péssimas condições de abrigo e saúde, eles estavam sendo usados para reprodução de filhotes comercializados para redes de petshop, como a gigante Petz. Após serem entregues aos voluntários do ILM, Luisa Mell informou que terá grandes gastos com rações, medicamentos, veterinários e outros serviços, que foram alugados 3 espaços para abrigar os animais e que todos que sobreviverem serão doados. O caso gerou comoção nacional e virou notícia em vários meios de comunicação e programas de TV, incluindo reportagens no Fofocalizando e Brasil Urgente. Com tudo isso, a Petz anunciou que não venderá mais cães e nem gatos em suas 82 lojas, que o dinheiro da  venda dos animais que ainda estão  disponíveis serão doados a ONGs participantes do projeto Adote Petz e que o espaço para comercialização será destinado a ONGs e protetores independentes para feiras permanentes ou temporárias. Inconformados com a perda de renda ilegal, criadores se reuniram no centro de triagem onde os animais estavam e tentaram invadir colocando fogo no portão da entrada e fazendo ameaças de morte aos voluntários, que solicitaram a presença de várias viaturas da polícia para proteção.

## Controvérsias

### Roubo da Borzoi Antonieta
O Instituto Caramelo foi acusado de ter roubado uma cadela polonesa da raça Borzoi chamada Pia. O cão, mascote pessoal do filho de Gabriela Bueno, teria sido resgatado por Luisa Mell em ação conjunta com a força policial no canil de buldogues de Gabriela após alegações de criação irregular, exercício ilegal da profissão veterinária e tráfico de drogas. A apreensão foi feita no chão de maus-tratos, em razão de que os buldogues foram encontrados com problemas de pele, problema endêmico à raça. Os buldogues também foram encontrados rodeados de fezes, mas críticos alegam que isso seria normal por serem fezes noturnas, dado que o resgate se passou durante a madrugada. Dos 143 cães encontrados pela polícia, 18 vieram posteriormente a óbito.
Segundo a fundadora do instituto, Luisa Mell, a cadela, que originalmente não fazia parte da operação, foi encontrada magra, em um quarto escuro e sem janelas. Ossos aparentes são característicos da raça da cadela. A cadela teria sido colocada sob os cuidados do Instituto Caramelo. A veterinária do Instituto, Marina Passadore, foi posteriormente acusada de ter falsificado o atestado de óbito de Pia e doado a cadela para a família Malzoni, colaboradores pessoais do Instituto Caramelo, sob o nome Antonieta.

### Cão de sacrifício religioso resgatado
A fundadora do Instituto, Luisa Mell postou em suas redes sociais que resgatou uma cadela ferida com amputações feitas como preparo sacrifício de caráter religioso. Uma veterinária respondeu que na verdade o animal teria sido atropelado, e a clínica veterinária que a cadela estava sob tratamento de teria apenas pedido ajuda ao Instituto em cuidar do animal.